# Lobero irlandés
El lobero irlandés (en inglés: Irish Wolfhound, en irlandés: Cú Faoil) es una raza canina originaria de Irlanda. Originalmente, esta raza fue creada y utilizada para la caza de lobos y ciervos hasta mediados del siglo XVII.

## Historia
Conocido desde  el año 395,  descienden de los lebreles utilizados por los celtas de Irlanda para la cacería del lobo, ciervo y otras presas de gran tamaño; posteriormente los romanos lo importaron desde Irlanda y se encuentra relacionado con el gran danés y el lebrel escocés.
En 1862 el capitán del Ejército Británico George A. Graham rescata a la raza de la extinción utilizando cruces esporádicos de dogos y lebreles escoceses para reforzar las características de los pocos ejemplares que quedaban.

## Aspecto general

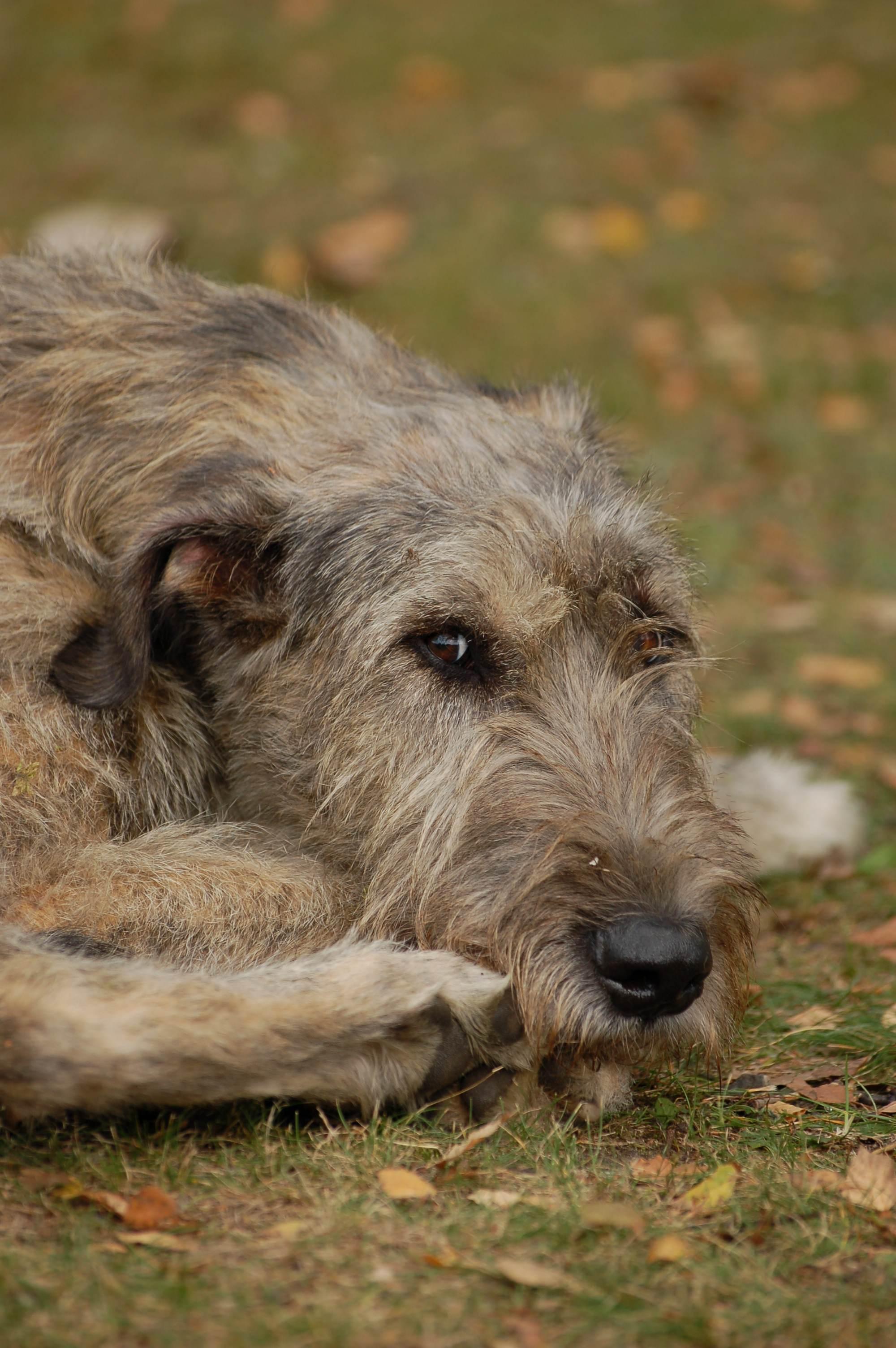
Cabeza de un lobero irlandés.

Ostenta el título de ser el perro de mayor estatura del mundo igualado con el gran danés, si bien éste puede parecer más alto debido a su espalda más corta. En la cabeza miden lo mismo el cráneo que el hocico, que es ligeramente puntiagudo, ojos almendrados de color oscuro, orejas pequeñas en forma de rosa. El cuello es largo y musculoso, pecho profundo y bien desarrollado, la línea superior es ligeramente curvada, la cola es larga y también curvada.
El tamaño para los machos es de 86 cm a la cruz  y pesan hasta 60 kg, mientras las hembras miden 78 cm y pesan 50 kg.

### Tipo de pelo
- Espeso, fuerte y duro
- Longitud del pelo: corto a medio
- Color: gris, atigrado, rojo, negro, blanco, leonado

## Temperamento
El lobero es uno de los perros más dóciles del mundo canino, de tal forma que se les llama los "gigantes amables". Este tipo de perros sería ideal para la convivencia con los niños de no ser por el tamaño, que puede llegar a asustar a los más pequeños y dificultar su manejo.
Es equilibrado, tenaz en el trabajo y muy apegado a sus dueños. Cuenta con una capacidad de aprendizaje media. Su nobleza es tal que no se recomienda como perro de guardia y protección, pero su tamaño impone enormemente. 
Su instinto de pastoreo y cacería es elevado, así como su adaptabilidad a la convivencia con niños y otros perros.
Para mantenerse sano, necesita entre 20 y 40 minutos diarios de ejercicio, y se le debe alimentar en una superficie elevada para evitar una torsión gástrica, el problema más común que estos gigantes presentan.
Dado su tamaño, es un perro de longevidad corta; los más afortunados llegan a vivir 10 años, siendo el promedio 7.

## Salud

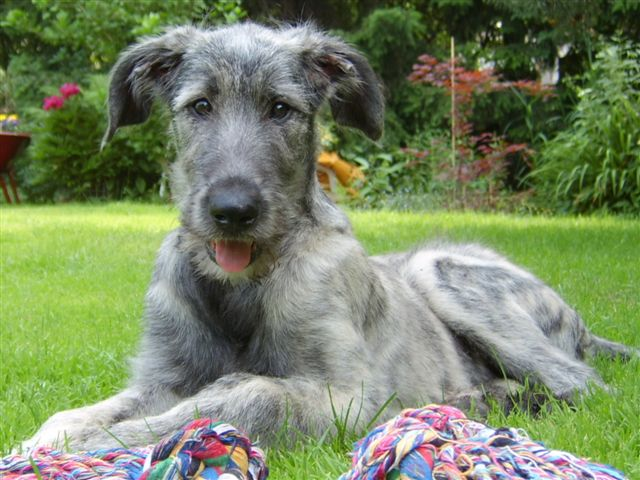
Cachorro de lobero irlandés.

### Enfermedades más comunes de la raza
- Displasia de cadera
- Cáncer en los huesos
- Cardiomiopatías
- Torsión gástrica
- Atrofia progresiva de la retina
- Enfermedad de von Willebrand

Como todos los perros, los lebreles irlandeses son omnívoros, por lo cual su dieta debe consistir en una combinación adecuada de alimentos de origen animal y vegetal.